# Klaus Schwab
Klaus Martin Schwab (Ravensburg, Baden-Wurtemberg, 30 de marzo de 1938) es un economista y empresario, conocido principalmente por ser el Presidente Ejecutivo del Foro Económico Mundial, organización fundada por él mismo.

## Biografía
Klaus Schwab nació en  Ravensburg, Alemania. Los padres de Schwab son Eugen Wilhelm Schwab y Erika Schwab. 
Es miembro del consejo de administración del Club Bilderberg.
Es un miembro del FC Bayern Múnich.

## Fundaciones
En 1971, Schwab fundó el Foro Económico Mundial como una organización sin ánimo de lucro, dedicada a la cooperación mundial, y más tarde una asociación mundial de empresas, así como de políticos, intelectuales y dirigentes.
En 1998, Schwab y su esposa fundaron la Schwab Foundation for Social Entrepreneurship, una organización sin fines de lucro con sede en Ginebra, Suiza.
En 2004, Schwab fundó el Foro de Jóvenes Líderes Globales, que pretende reunir a más de 1000 personas menores de 30 años de todas partes que han demostrado su compromiso con mejorar la situación del mundo, y animarles a trabajar juntos en el lapso de ocho años, para identificar y comprender el cambio global. En el año 2010, esta institución fue reconocida por la Fundación Internacional de Jóvenes Líderes, con la distinción de "Referente de la Humanidad".

### El gran reinicio
En 2020, Schwab lanzó un proyecto de planificación económica llamado El Gran Reinicio, con un libro.